# Néstor Espínola
Néstor Fabián Espínola (Formosa, Argentina; 6 de diciembre de 1985) es un futbolista argentino. Juega de Mediocampista en Almagro del Torneo Nacional B.

## Clubes
| Club                                         | País      | Año         |
| -------------------------------------------- | --------- | ----------- |
| Gimnasia y Esgrima de La Plata               | Argentina | 2005        |
| Unión de Sunchales                           | Argentina | 2006 - 2008 |
| Gimnasia y Esgrima de Concepción del Uruguay | Argentina | 2008 - 2009 |
| Boca Unidos                                  | Argentina | 2009        |
| Patronato                                    | Argentina | 2010 - 2011 |
| Atlético Tucumán                             | Argentina | 2011 - 2012 |
| Cobresal                                     | Chile     | 2012 - 2013 |
| Gimnasia y Esgrima de Jujuy                  | Argentina | 2013 - 2014 |
| Curicó Unido                                 | Chile     | 2014        |
| San Jorge (T)                                | Argentina | 2015        |
| Almagro                                      | Argentina | 2016-       |